# 629 هـ
629 هـ هي سنة في التقويم الهجري امتدت مقابلةً في التقويم الميلادي بين سنتي 1231 و1232.

## وفيات
- عبد اللطيف بن يوسف البغدادي
- ابن نقطة
- علي بن المقرب العيوني
- أبو موسى بن عبد الغني المقدسي